# Вдович, Иван
Иван (Ивица) Вдович по прозвищу VD (23 февраля 1961 — 25 сентября 1992) — югославский музыкант, барабанщик югославских рок-групп Suncokret, Šarlo Akrobata и Katarina II, первый официально зарегистрированный ВИЧ-инфицированный в Югославии.
Стал играть на барабанах в коллективе Limunovo drvo, который создали Милан Младенович и Гаги Михайлович — ученики того же учебного заведения, в котором учился Вдович. Недолго пробыл ударником коллектива Suncokret, но известным стал именно как барабанщик легендарной белградской группы Шарло Акробата, другими членами которой были Милан Младенович и Душан Коич «Коя». С этой группой сотрудничал с апреля 1980 по октябрь 1981 года. После развала Шарло, присоединился к Младеновичу, Стефанович и Печару, которые играли в коллективе Katarina II. После того, как Михайлович покинул коллектив, название было изменено на Екатарина Велика. Был в составе этой группы недолго — покинул её в 1985 году.
Сыграл эпизодическую роль в фильме Дечко који обећава.
Страдал от наркотической зависимости. В 1985 году Вдовичу был поставлен диагноз ВИЧ.

Поучительна история известной рок-группы «Екатерина Великая», которую обожали сотни тысяч молодых ребят по всей Югославии. Первым от героина очень молодым умер Ивица Вдович, по прозвищу «Вд», вероятно, самый талантливый ударник в Белграде. Он так хорошо владел ритмом, что мог выступать в качестве солиста на ударных или как полноправный член филармонии. Он был добрый парень, но находился в тяжелой зависимости от опиума.— 
Умер 25 сентября 1992 года. Похоронен в Белграде.